# 杨善继
杨善继（1919年—1984年），男，安徽怀宁人，中国教育家，曾任中华职业教育社总干事，第六届全国政协委员。